# Calypogeia japonica
Calypogeia japonica là một loài rêu trong họ Calypogeiaceae. Loài này được Stephani mô tả khoa học đầu tiên năm 1924.